# 珀洛讷
珀洛讷（法語：Pelonne，法語發音：[pəlɔn]）是法国德龙省的一个市镇，位于该省东南部，属于尼永斯区。

## 地理
珀洛讷（44°22'59"N, 5°23'33"E）面积2.77 平方千米，位于法国奥弗涅-罗讷-阿尔卑斯大区德龙省，该省份为法国东南部内陆省份，北起顺时针与伊泽尔省、上阿尔卑斯省、上普罗旺斯阿尔卑斯省、沃克吕兹省和阿尔代什省接壤。
与珀洛讷接壤的市镇（或旧市镇、城区）包括：贝莱孔布塔朗多、雷米扎、韦尔克洛斯。

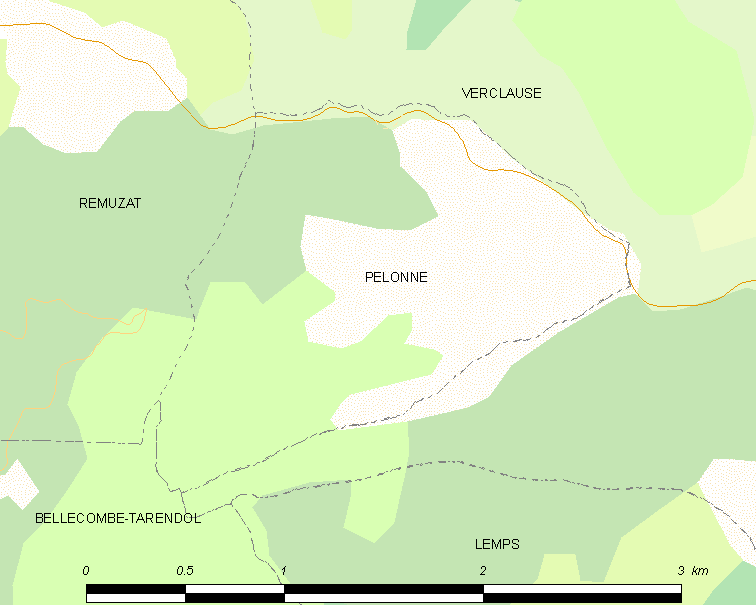
珀洛讷的OSM定位图

珀洛讷的时区为UTC+01:00、UTC+02:00（夏令时）。

## 行政
珀洛讷的邮政编码为26510，INSEE市镇编码为26227。

## 政治
珀洛讷所属的省级选区为尼永斯-巴罗尼县。

## 人口

1962-2008年间珀洛讷人口变化图示

珀洛讷于2022年1月1日时的人口数量为25人。